# 安东·那努特
安东·那努特（Anton Nanut，1932年9月13日—2017年1月13日）是斯洛文尼亚指挥家。1981年至1999年间担任斯洛文尼亚广播电视交响乐团首席指挥。

## 生平
1958年，那努特毕业于卢布尔雅那音乐学院。1958年至1975年，担任杜布罗夫尼克市管弦乐团艺术总监兼指挥。二十世纪五六十年代，他通过在东欧及伦敦等地担任客座指挥逐渐积累声望。1974年至1981年，担任斯洛文尼亚爱乐乐团首席指挥。1981年至1998年，任斯洛文尼亚广播电视交响乐团首席指挥兼艺术总监，期间他率领乐团多次赴欧美巡演，足迹遍及奥地利、波兰、意大利、德国、苏联及美国等地；退休后仍与乐团保持合作，并于2002年获荣誉指挥称号。那努特曾与200多支乐团合作，包括列宁格勒爱乐乐团、德累斯顿国家管弦乐团、瑞士罗曼德管弦乐团、布达佩斯爱乐乐团等知名乐团。那努特创立了斯洛文尼亚室内乐团，曾担任斯洛文尼亚八重唱艺术总监。
那努特曾任卢布尔雅那音乐学院指挥系主任。那努特与Marijan Gabrijelčič创立以作曲家马里·科戈伊命名的“科戈伊音乐节”，专注推广斯洛文尼亚当代音乐。
2011年，那努特获得斯洛文尼亚最高文化奖项——普列舍仁奖。

## 录音
那努特录制了约200张唱片，多发行于非主流厂牌，涵盖从维瓦尔第到肖斯塔科维奇的广泛曲目，他亦是斯洛文尼亚唯一一位录制了马勒全套交响曲的指挥家。